# Хусейн ибн Абдалла
 Хусейн ибн Абдалла  (араб. الحسين بن عبد الله الثاني‎; род. 28 июня 1994 года, Амман) — наследный принц Королевства Иордании, является прямым наследником трона с 2004 года.

## Биография

### Ранняя жизнь
Родился 28 июня 1994 года в Аммане. Принадлежит к королевской династии Хашимитов.
Старший сын и ребёнок короля Абдаллы II и королевы Рании. У него 2 младшие сестры и один младший брат: принцесса Иман (род. 1996), принцесса Сальма (род. 2000) и принц Хашем (род. 2005).

### Образование
Принц Хусейн начал свое начальное образование в Международной школе Choueifat и Международной Амманской академии. В 2004 году заменил своего сводного дядю принца Хамзу в качестве наследника престола, в 2009 году получил титул наследного принца.
Затем окончил среднюю школу в Королевской академии в 2012 году, получил степень бакалавра в области международной истории в Джорджтаунском университете в 2016 году и окончил Королевскую военную академию в Сандхерсте в 2017 году.

### Деятельность
Принц Хусейн является лейтенантом иорданской армии.
Исполняет иногда королевские обязанности, во время отсутствия отца был регентом страны.
Возглавляет Фонд наследного принца. 23 апреля 2015 года стал самым молодым в истории человеком, возглавившим сессию Совета Безопасности ООН (принцу тогда было 20 лет).

## Семья
С 16 августа 2022 года принц был помолвлен с Раджвой Халед бин Мусаед бин Саиф бин Абдулазиз аль Саиф. 1 июня 2023 года состоялась свадьба. 3 августа 2024 года у пары родилась дочь Иман. 

## Награды
- Кавалер 1 класса ордена Возрождения (Бахрейн, 5 февраля 2019 года)
- Кавалер Большого креста ордена Святого Олафа (Норвегия, 2 марта 2020 года)